# Steurharnasmannetje
Het steurharnasmannetje (Podothecus accipenserinus) is een  straalvinnige vissensoort uit de familie van harnasmannen (Agonidae). De wetenschappelijke naam van de soort is voor het eerst geldig gepubliceerd in 1813 door Tilesius.

## Kenmerken
Deze trage vis heeft een grote kop met een verlengde snuit en grote peddelvormige borstvinnen. Bij de onderstandige bek bevinden zich neerhangende baarddraden met smaakknoppen op de cirri. Het lichaam is groen met grillige bruine vlekken.

## Leefwijze
Hun voedsel bestaat uit kreeftjes en andere kleine dieren, die ze opsporen met de smaakknoppen aan de onderzijde van de kop.

## Verspreiding en leefgebied
Deze soort komt voor in de noordelijke Grote Oceaan.